# Gayhurst
Gayhurst est une paroisse civile et un village du Buckinghamshire, en Angleterre.